# Оболенський Володимир Андрійович
Князь Володимир Андрійович Оболенський (19 листопада 1869, Санкт-Петербург — 11 квітня 1950  , Бюссі-ан-От, Франція) — громадський діяч Російської імперії, кадет, депутат Державної думи I скликання від Таврійської губернії.

## Біографія
Володимир Оболенський народився місті Санкт-Петербурзі у ній справжнього статського радника, князя Андрія Васильовича Оболенського (1825—1875), сина героя війни 1812 року В.П. Оболенського. 
Мати — Олександра Олексіївна, до шлюбу Дьякова (1831-1890), засновниця однієї з перших приватних гімназій для дівчаток у Росії. 
Після смерті батька опікуном Оболенського був В.А. Арцимович.

### Освіта
У 1887 році Оболенський закінчив приватну гімназію Гуревича і вступив на природне відділення фізико-математичного факультету Санкт-Петербурзького університету, яке закінчив у 1891 р.
Під час навчання в університеті брав участь у ліберальному студентському русі. Був дружній із О.М. Потресовим та близький з П.Б. Струве, М.І. Туган-Барановським, С.Ф. Ольденбургом  . 
У 1891 році вступив на Юридичний факультет, але залишив навчання. У 1892-1893 роках слухав лекції в Берлінському університеті.

### Служба та громадська діяльність
У 1893 році вступив до Міністерства землеробства та державних майн, де служив у відділі сільської економіки та сільськогосподарської статистики, брав участь у роботі з надання допомоги голодуючим. Почав свою діяльність земського статистика у Смоленській губернії . З 1896 служив земським статистиком у Псковській губернії, потім завідувачем статистичним бюро Орловської губернської земської управи. В 1903 був обраний гласним Ялтинського повітового земства і Таврійського губернського земського зборів.

### Політик
У 1904 р. вступив до Союзу визволення, за що, за рішенням Міністерства внутрішніх справ, його було звільнено з посади голосного губернського земства. 
Член Конституційно-демократичної партії з моменту її утворення у 1905, з 1906 голова її Таврійського губернського комітету, творець та редактор газети «Життя Криму».

#### Член Державної Думи
26 березня 1906 обраний до Державної думи I скликання від загального складу виборщиків Таврійських губернських виборчих зборів  .
10 липня 1906 року у Виборзі підписав «Виборзьке звернення». У грудні 1907 р. залучався до суду, висланий із Криму на 2 роки, заслання відбував у Фінляндії разом із сім'єю. Одночасно на процесі у справі про «Виборзьке звернення» засуджено за ст. 129, ч. 1, п. п. 51 та 3 Кримінального Уложення на три місяці тюремного ув'язнення та позбавлений виборчих прав.

#### Масон
17 лютого 1908 року пройшов масонське посвячення в ложі «Відродження» (рос. «Возрождение»). Був "другим стражем" у ложі. Ложа працювала під юрисдикцією Великого Сходу Франції. 
У 1913-1916 роках член «Великого Сходу Народів Росії» (Санкт-Петербург). Член ложі «Ніконова» (Санкт-Петербург) та «Незалежної російської ложі» (Париж).

#### Політично-громадська діяльність
З 1910 член ЦК партії кадетів належав до її радикального крила. Декілька років був товаришем голови Петербурзького комітету кадетів.
У 1914-1915 роках завідував санітарним загоном Всеросійського союзу міст, з 1915 працював у Петроградському комітеті Земгора . У 1916—17 голова Петроградського комітету Спілки міст.

### Між лютим та жовтнем 1917 року
До Лютневої революції поставився з тривогою:
…доброго ми від неї не чекали, а тому з першого ж дня… всіляко намагалися перешкоджати «поглибленню революції»… До того ж ми належали до покоління, яке вже пережило одну революцію, а з нею разом і свої революційні ілюзії. 
Однак, будучи за своїми поглядами республіканцем, вже 28 лютого Оболенський вважав неправильним боротися за збереження конституційної монархії. 
З березня секретар ЦК партії кадетів. Був обурений прийнятою Петроградською Радою 1 березня Наказом №1 по Петроградському гарнізону, який руйнував, на його думку, в армії дисципліну, без якої неможливе ведення війни. У квітні читав лекції із суспільно-політичних питань на курсах, організованих кадетською партією. Після Квітневої кризи голосував у ЦК за участь кадетів у коаліційному уряді за умови «повної незалежності уряду від Ради робітничих та солдатських депутатів (РСД)». У липні обраний голосним петроградської міської думи. З серпня 1917 року редактор кадетської газети «Вільний Народ». 
12 - 15 серпня 1917 р. учасник Московської Державної наради. На ньому разом із В.Д. Набоковим та іншими лівими кадетами виступав за підтримку Тимчасового уряду та зміцнення його незалежної від Ради РСД позиції, заперечував лідеру партії П.М. Мілюкову, який шукав союзу з генералом Л. Г.Корніловим і готовий пожертвувати соціалістичними партіями. Був серед представників кадетів у Предпарламенті, хоча вважав його «сурогатом народного представництва»: «Для нас було ясно, що ніяка нова говориня не може зміцнити владу в такий момент, коли не громадської думки, а лише фізична сила набувала вирішального значення». 
Висувався кандидатом у члени Установчих Зборів від Псковської губернії та від Таврійської губернії, але обраний не був.

### Після Жовтневої революції
Принциповий противник Жовтневого перевороту. У ніч на 26 жовтня 1917 року обраний від кадетської фракції Петроградської міської думи членом "Комітету порятунку Батьківщини та Революції" ("Комитет спасения Родины и революции"). 
Активно виступав проти більшовиків, здійснював зв'язок ЦК партії кадетів із ЦК партії есерів. 15 грудня 1917 року виїхав до Криму, де продовжив боротьбу проти Радянської влади, виступаючи за «відтворення єдиної Росії». Голова Земської управи Таврійської губернії при урядах М.А. Сулькевича, С.С.Криму та генерала А.І.Денікіна. Під час суду над більшовичкою Євгенією Багатур'янц поручився за неї.

### Еміграція
З листопада 1920 року на еміграції. Жив у Парижі, працював у Російському Земсько-Міському комітеті допомоги російським громадянам за кордоном. Займався журналістикою: писав для «Останніх новин». Автор мемуарів. 
Останні роки жив із сім'єю сина Лева у Ла-Фав'єрі біля Ніцци . Князю доводилося займатися різними роботами: він допомагав дружині у прибиранні приміщень, обслуговував пансіон для приїжджих російських відпускників, заміняв сина Льову в його бакалійній лавці та крихітному кафе «У Леона». 
Після Другої світової війни він брав участь у виробленні платформи "Союзу боротьби за свободу Росії". Перебравшись ближче до Покровського монастиря в Бюсі-ан-От у Бургундії, він писав там статті в паризькі російські газети та журнали, а іноді звідти наїжджав до Парижа, до «клубу старих», щоб побачити П.Б. Струве, П.П. Юренєва, В.М. Челіщева.
За його бажанням, князь В.А. Оболенський похований поряд з могилою дружини на місцевому кладовищі комуни Борм-ле-Мімоза, розташованої на південному сході Франції в регіоні Прованс—Альпи—Лазурний Берег.
Автор мемуарів.

## Родина
- Дружина — Ольга Володимирівна, уроджена Вінберг (1869—1938), дочка В.К. Вінберга, депутата IV Державної Думи, була заарештована 21 вересня 1921 р. «за спробу виїхати за кордон без дозволу», відправлена до Москви в Лефортовську в'язницю, звільнена 12 травня 1922 року за підписку про невиїзд. Емігрувала до чоловіка до Франції 1925 року.
- Діти:
  - Дочка — Олександра (у чернецтві Бландіна; 1897—1979) — активна учасниця Російського студентського християнського руху з його виникнення. Прийняла постриг 1937 року. У 1938 році разом з ігуменею Євдокією (Мещеряковою) та монахинею Феодосією (Солом'янською) заснувала жіночу чернечу громаду в Муазені за 50 км від Парижа. У 1946 році громада переїхала до Бюссі-ан-От (Бургундія), де заснувала Покровський жіночий монастир.
  - Дочка — Ірина (у шлюбі Зандрок; 1898—1987)
  - Син — Андрій (1900, Псков — 1979) похований на цвинтарі Сент-Женев'єв-де-Буа поруч із дружиною Анаїдою Марківною, у дівочості Кастанян (1903—1976).
  - Син — Сергій (1902, Орел — 1992, Базель)
  - Син — Всеволод (1904, Ялта — 1966, Бюссі-ан-От, Бургундія, Франція)
  - Син — Лев (1905, Сімферополь — 1987, Ніцца)
  - Дочка — Людмила (у шлюбі Грудинська) (1908 — 2003), чоловік – Борис Григорович Грудинський (1900 – 1941) був онуком камер-фур'єра Великого Кремлівського палацу С.В. Інштетова.
  - Дочка — Наталія (у шлюбі Кельберіна) (1910 — ?)

" ... від усієї моєї політичної діяльності та громадської роботи не залишилося майже ніяких слідів, а дружна сім'я, що об'єднувалася на південному березі Криму, існує і досі. І те цінне, що вона дала моїм дітям, ними не витрачено... "

## У масовій культурі
У художньому багатосерійному телевізійному фільмі «Розкол» (1993, «Раскол») роль князя Оболенського зіграв Борис Дяченко.

## Твори
- Оболенський Ст. Партія народної свободи про землю. - Пг. , 1917.
- Оболенський В. Крим за Денікіна // На чужій стороні. Кн. VIII. Берлін - Прага, 1924.
- Оболенський В. Крим за Врангеля // На чужій стороні. Кн. IX. Берлін - Прага, 1925.
- Оболенський У. А. У земствах // Місцеве самоврядування. Вип. IV. Прага, 1927.
- Оболенський В. А. Нариси минулого. Белград, 1931.
- Оболенський В. А. Моє життя. Мої сучасники. Париж: YMCA-PRESS . 1988. 754 с. ( Всеросійська мемуарна бібліотека )
- «Росія потребує заспокоєння»: Щоденник князя В. А. Оболенського : 1921 / Публікація Н. І. Каніщева, К. Г. Ляшенко, В. В. Шелохаєва // Історичний архів . 2000. №4. С. 57-104.